# Pobeda (metropolitana di Samara)
Pobeda (in russo: Победа (Victory)) è una stazione della Linea 1, della Metropolitana di Samara. È stata inaugurata il 26 dicembre 1987